# 샴쉬르

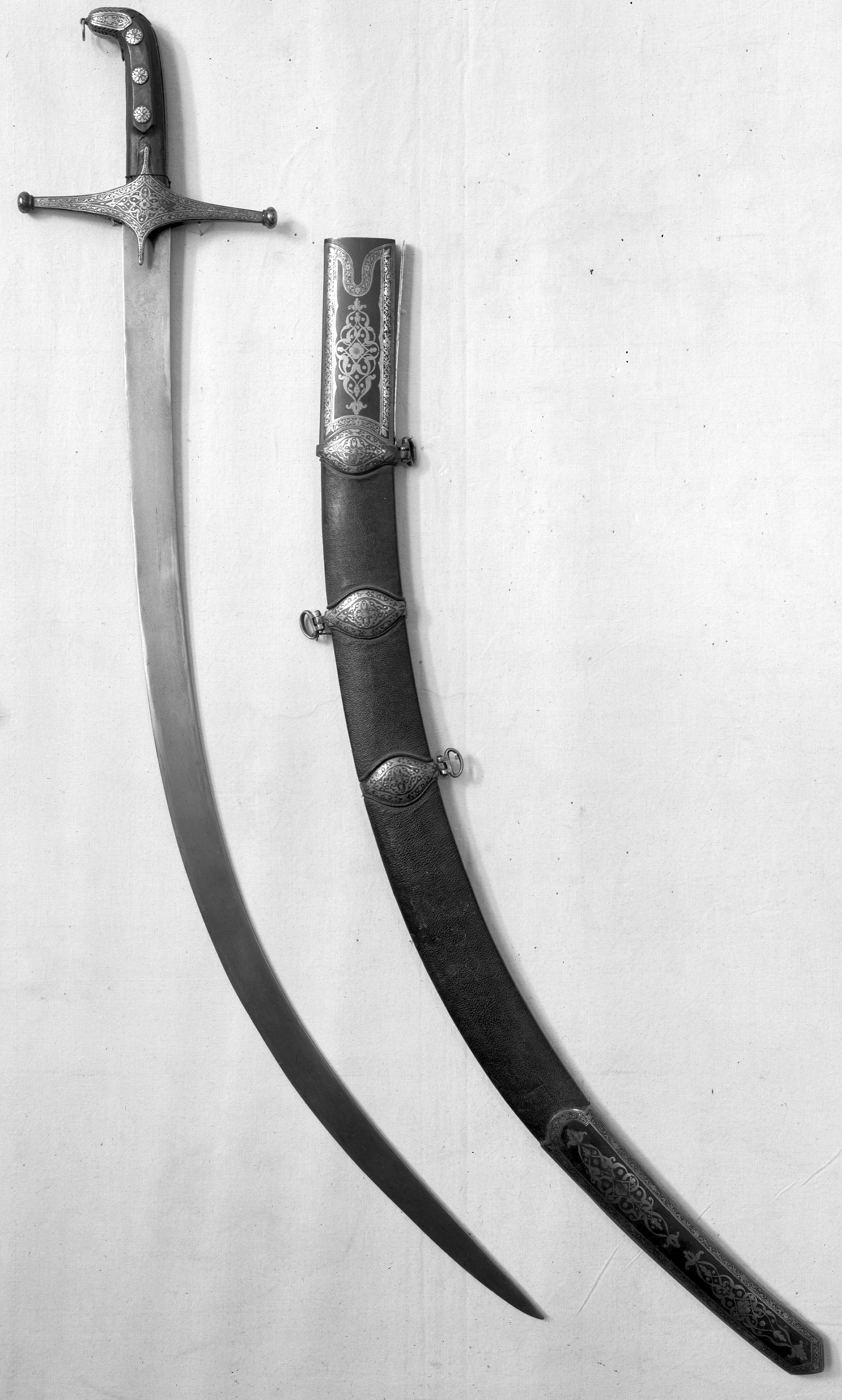
시리아 샴쉬르, 스웨덴 스톡홀름 왕립무기고 소장

샴쉬르(페르시아어: شمشیر, 영어: shamshir)는 곡선형 날의 페르시아, 이란의 외날도검이다. 시미터라 불리는 곡선형 도검에는 샴쉬르와 킬리지, 탈와르, 풀와르와 님차 등이 포함된다.
샴쉬르라는 이름은 사자의 발톱과 같이 구부러졌다는 뜻의 도시 이름에서 유래하였다는 민간어원이 있으나, 중세 페르시아어의 샴쉬르("shamshir", 팔라비 문자 "šmšyl"), 고대 그리스어 "σαμψήρα" 등 고대부터 도검의 의미로 사용되어 왔다. 또한 샴쉬르는 곡선형 외날도검을 널리 가리키는 단어 시미터의 어원으로 지적된다.